# Thalheim bei Wels
Thalheim bei Wels är en ort och kommun i Österrike. Den ligger i distriktet Wels-Land i förbundslandet Oberösterreich,  170 kilometer väster om huvudstaden Wien. 
Kommunen består av sex orter (Ortschaften) (inom parentes invånarantal 1 januari 2024):
- Bergerndorf (143)
- Edtholz (132)
- Ottstorf (460)
- Schauersberg (254)
- Thalheim bei Wels (4 515)
- Unterschauersberg (44)